# 纽约在线影评人协会
纽约在线影评人协会（英語：New York Film Critics Online）是2000年在纽约市创立的一个影评组织，该组织每年12月举行一次会议，以投票选举产生年度纽约在线影评人协会奖。

## 奖项
常设的奖项有：
- 纽约在线影评人协会奖最佳影片
- 纽约在线影评人协会奖最佳导演
- 纽约在线影评人协会奖最佳纪录片
- 纽约在线影评人协会奖最佳外语片
- 纽约在线影评人协会奖最佳剧本
- 纽约在线影评人协会奖最佳男主角
- 纽约在线影评人协会奖最佳女主角
- 纽约在线影评人协会奖最佳动画片
- 纽约在线影评人协会奖最佳摄影
- 纽约在线影评人协会奖最佳男配角
- 纽约在线影评人协会奖最佳女配角
- 纽约在线影评人协会奖最佳配乐
- 纽约在线影评人协会奖最佳导演新人
- 纽约在线影评人协会奖最佳突破演技
- 纽约在线影评人协会奖最佳群戏

## 历届奖项
- 第1届纽约在线影评人协会奖
- 第2届纽约在线影评人协会奖
- 第3届纽约在线影评人协会奖
- 第4届纽约在线影评人协会奖
- 第5届纽约在线影评人协会奖
- 第6届纽约在线影评人协会奖
- 第7届纽约在线影评人协会奖
- 第8届纽约在线影评人协会奖
- 第9届纽约在线影评人协会奖
- 第10届纽约在线影评人协会奖
- 第11届纽约在线影评人协会奖
- 第12届纽约在线影评人协会奖
- 第13届纽约在线影评人协会奖